# Image Scandinavia
Image Scandinavia var en dansk internetudbyder, der blev stiftet i 1995 af Frank Rasmussen som også grundlagde mobilselskaberne Telmore og BiBoB.
Image Scandinavia blev i januar 1999 købt af World Online, som senere blev til Tiscali og nu ejes af Telenor.